# Friedrich Berg (Prähistoriker)
Friedrich Berg (* 20. Februar 1930 in Wien; † 1. Februar 2023) war ein österreichischer Prähistoriker und Denkmalpfleger.
Berg studierte von 1947 bis 1953 Ur- und Frühgeschichte an der Universität Wien und wurde am 14. Juli 1953 zum Doktor der Philosophie promoviert. Von 1954 bis 1965 war er als Nachfolger von Josef Höbarth Leiter des Höbarthmuseums in Horn. Nach einer kurzen Tätigkeit am Österreichischen Museum für angewandte Kunst war er ab 1967 bis 1990 im Bundesdenkmalamt in Wien beschäftigt und zwar als Leiter des Musealreferates, als Landeskonservator des Burgenlandes und schließlich als Leiter der Abteilung für Bodendenkmale. 1990 ging er als Hofrat in den Ruhestand.
Berg war aktives Mitglied im Verein für Volkskunde und der Anthropologischen Gesellschaft sowie der Österreichischen Gesellschaft für Ur- und Frühgeschichte in Wien und des Museumsvereines in Horn. Er war als Vortragender, als Exkursionsführer und als Mitglied des Vorstandes tätig. Die Österreichische Gesellschaft für Ur- und Frühgeschichte ernannte ihn zum Ehrenmitglied.
Von Friedrich Berg liegen etwa 130 Fachpublikationen vor, die thematisch seinen verschiedenen Wirkungsbereichen zuzuordnen sind. Daneben gibt es aber auch unzählige Zeitungsartikel, Kulturberichte, Buchbesprechungen und biographische Arbeiten. Ein großer Teil seiner Bemühungen war dem Waldviertel und da vor allem der Stadt Horn gewidmet.
Berg erhielt für seine Verdienste im Jahr 2000 die Ehrenplakette und im Jahr 2006 den Kulturpreis der Stadt Horn.

## Veröffentlichungen
- Ein urnenfelderzeitlicher Siedlungsfund aus Groß-Meiseldorf, Ger. Bez. Ravelsbach, N.Ö. In: Archaeologia Austriaca. 11, 1952, ISSN 0003-8008, S. 54–70.
- Der urzeitliche Mensch auf dem Boden der Stadt Horn. In: Horner Kalender. 87, 1958, ZDB-ID 2363402-9, S. 21–31.
- Die ur- und frühgeschichtliche Besiedlung des Waldviertels. = Mitteilungen der Österreichischen Arbeitsgemeinschaft für Ur- und Frühgeschichte, Bd. 13, Nr. 1/2, 1962, ISSN 0029-9693, S. 17–33.
- Ein Gräberfeld der älteren Urnenfelderkultur aus Maiersch, N.Ö. In: Fritz Felgenhauer (Hrsg.): Festschrift Franz Hančar zum siebzigsten Geburtstage (= Mitteilungen der Anthropologischen Gesellschaft in Wien. 92, ISSN 0373-5656). Berger, Wien 1962, S. 25–29.
- Das Flachgräberfeld der Hallstattkultur von Maiersch (= Veröffentlichungen der Österreichischen Arbeitsgemeinschaft für Ur- und Frühgeschichte. 4, ZDB-ID 531461-6). Hrsg. Österreichische Arbeitsgemeinschaft für Ur- und Frühgeschichte, Wien 1962.
- Die ur- und frühgeschichtliche Sammlung des Krahuletz-Museums. In:  Franz Schäffer (Hrsg.): Eggenburg und das Krahuletz-Museum (= Österreich-Reihe. 258/260, ZDB-ID 184638-3). Bergland, Wien 1964, S. 13 ff.
- Eine Tierfibel der Hallstattkultur aus Horn, N.Ö. In: Archaeologia Austriaca. 40, 1966, S. 93–98.
- Späthallstättische Siedlungsfunde aus Kamegg im Kamptal, N.Ö. In: Festschrift für Richard Pittioni zum siebzigsten Geburtstag. Band 1: Urgeschichte (= Archaeologia Austriaca. Beiheft. 13). Deuticke, Wien 1976, ISBN 3-7005-4420-0, S. 546–566.
- Ein Kindergrab aus der Aunjetitz-Siedlung in Peigarten, G. B. Haugsdorf, Niederösterreich. In: Archaeologia Austriaca. 65, 1981, S. 63–70.
- Bodendenkmalpflege in Österreich – Aufgaben und Probleme. Mannus 56, Bonn und Wien 1990, S. 3 ff.
- Karl Kromer zum siebzigsten Geburtstag, Mitteilungen der Anthropologischen Gesellschaft in Wien, 123/124, 1993/1994, S. 3 ff.
- Bemerkungen zur Ikonographie der „Bilderwand“ von Rattersdorf In: Wissenschaftliche Arbeiten aus dem Burgenland. Heft 100 (Festschrift Hanns Schmid), Eisenstadt 1998, S. 223–230, zobodat.at [PDF]
- Das Horner „Studenten-Marterl“, Veröffentlichungen des Höbarth- und Madermuseums und des Museumsvereins in Horn, Horn 1999.
- Meine Jahre im Höbarthmuseum, Erinnerungen an Horn, Horn 2001, S. 11 ff.
- Das Geymüllerschlössel in Pötzleinsdorf und die Sammlung Sobek, Unser Währing, Vierteljahresschrift des Museumsvereins Währing, 37, 2002, 2. Heft.
- Grenzsteine in und um Währing, Unser Währing, Vierteljahresschrift des Museumsvereins Währing, 38, 2003, 1. Heft.
- Grenzsteine im Poigreich (= Sonderdruck des Museumsvereins in Horn. Nr. 10, ZDB-ID 2288119-0). Museumsverein in Horn, Horn 2005, (Aus: Horner Kalender Jg. 134, 2005).